# Kacshe
A kacshe (hangul: 가체, handzsa: 加髢, RR: gache) egyfajta női paróka, mely Koreában volt divatban már a Kogurjo (Goguryeo) (i.e. 37 – i.sz. 668) időkben.

## Története
A kacshe (gache) Kínából származik, és Kogurjón (Goguryeo-n) keresztül került Korjóba (Goreyóba), majd öröklődött tovább a Csoszon (Joseon) időkre. A kacshe (gache) terjedelmes paróka, melyet hajtűkkel rögzítettek, a Csoszon (Joseon)-korban minden nőnek volt ilyen parókája, még a rabszolgáknak is. Voltak, akik a családi földet adták el, hogy vehessenek egyet, annyira drága volt. Enélkül a kiegészítő nélkül egyetlen lány sem mehetett férjhez. Díszítése, terjedelmessége függött a viselője társadalmi státusától is, a gazdagok például aranyozott díszítéssel hordták. A 18. században Jongdzso (Yeongjo) király betilttatta, mert túl extravagánsnak tartotta, illetve a konfuciánus értékrenddel ellentétesnek számított az, ahogyan a nők bolondultak érte.